# Chặng đua MotoGP Bồ Đào Nha
Chặng đua MotoGP Bồ Đào Nha (tên chính thức Grande Prémio de Portugal) là một chặng đua thuộc giải đua xe MotoGP được tổ chức ở trường đua Algarve International Circuit, Bồ Đào Nha. Chặng đua này bao gồm ba thể thức là MotoGP, Moto2, Moto3.

## Lịch sử
Chặng đua được tổ chức lần đầu tiên vào năm 1987 ở trường đua Circuito de Jarama... ở Tây Ban Nha.
Từ năm 2000 đến 2012, chặng đua được tổ chức ở trường đua Estoril Circuit. Tay đua giành nhiều chiến thắng trong thời kỳ này là Valentino Rossi với 5 chiến thắng.
Năm 2020, do ảnh hưởng của đại dịch Covid-19 khiến cho nhiều chặng đua bị hủy nên Ban tổ chức quyết định bổ sung chặng đua GP Bồ Đào Nha ở trường đua Algarve International Circui (Portimao) vào lịch thi đấu và nó là chặng đua cuối cùng của mùa giải. Người chiến thắng thể thức MotoGP là tay đua của nước chủ nhà Miguel Oliveira.
Năm 2021: Marc Marquez chính thức trở lại thi đấu sau 9 tháng dưỡng thương. Fabio Quartararo giành pole và chiến thắng thể thức MotoGP.

## Kết quả theo năm
| Năm  | Trường đua | Moto3           | Moto3   | Moto2            | Moto2   | MotoGP           | MotoGP | Chi tiết |
| Năm  | Trường đua | Tay đua         | Xe      | Tay đua          | Xe      | Tay đua          | Xe     | Chi tiết |
| ---- | ---------- | --------------- | ------- | ---------------- | ------- | ---------------- | ------ | -------- |
| 2021 | Portimão   | Pedro Acosta    | KTM     | Raúl Fernández   | Kalex   | Fabio Quartararo | Yamaha | Chi tiết |
| 2020 | Portimão   | Raúl Fernández  | KTM     | Remy Gardner     | Kalex   | Miguel Oliveira  | KTM    | Chi tiết |
| 2012 | Estoril    | Sandro Cortese  | KTM     | Marc Márquez     | Suter   | Casey Stoner     | Honda  | Report   |
| Năm  | Trường đua | 125 cc          | 125 cc  | Moto2            | Moto2   | MotoGP           | MotoGP | Chi tiết |
| Năm  | Trường đua | Tay đua         | Xe      | Tay đua          | Xe      | Tay đua          | Xe     | Chi tiết |
| 2011 | Estoril    | Nicolás Terol   | Aprilia | Stefan Bradl     | Kalex   | Dani Pedrosa     | Honda  | Report   |
| 2010 | Estoril    | Marc Márquez    | Derbi   | Stefan Bradl     | Suter   | Jorge Lorenzo    | Yamaha | Report   |
| Năm  | Trường đua | 125 cc          | 125 cc  | 250 cc           | 250 cc  | MotoGP           | MotoGP | Chi tiết |
| Năm  | Trường đua | Tay đua         | Xe      | Tay đua          | Xe      | Tay đua          | Xe     | Chi tiết |
| 2009 | Estoril    | Pol Espargaró   | Derbi   | Marco Simoncelli | Gilera  | Jorge Lorenzo    | Yamaha | Report   |
| 2008 | Estoril    | Simone Corsi    | Aprilia | Álvaro Bautista  | Aprilia | Jorge Lorenzo    | Yamaha | Report   |
| 2007 | Estoril    | Héctor Faubel   | Aprilia | Álvaro Bautista  | Aprilia | Valentino Rossi  | Yamaha | Report   |
| 2006 | Estoril    | Álvaro Bautista | Aprilia | Andrea Dovizioso | Honda   | Toni Elías       | Honda  | Report   |
| 2005 | Estoril    | Mika Kallio     | KTM     | Casey Stoner     | Aprilia | Alex Barros      | Honda  | Report   |
| 2004 | Estoril    | Héctor Barberá  | Aprilia | Toni Elías       | Honda   | Valentino Rossi  | Yamaha | Report   |
| 2003 | Estoril    | Pablo Nieto     | Aprilia | Toni Elías       | Aprilia | Valentino Rossi  | Honda  | Report   |
| 2002 | Estoril    | Arnaud Vincent  | Aprilia | Fonsi Nieto      | Aprilia | Valentino Rossi  | Honda  | Report   |
| Năm  | Trường đua | 125 cc          | 125 cc  | 250 cc           | 250 cc  | 500 cc           | 500 cc | Chi tiết |
| Năm  | Trường đua | Tay đua         | Xe      | Tay đua          | Xe      | Tay đua          | Xe     | Chi tiết |
| 2001 | Estoril    | Manuel Poggiali | Gilera  | Daijiro Kato     | Honda   | Valentino Rossi  | Honda  | Report   |
| 2000 | Estoril    | Emilio Alzamora | Honda   | Daijiro Kato     | Honda   | Garry McCoy      | Yamaha | Report   |

| Năm  | Trường đua | 80 cc          | 80 cc | 125 cc       | 125 cc | 250 cc     | 250 cc | 500 cc       | 500 cc | Chi tiết |
| Năm  | Trường đua | Tay đua        | Xe    | Tay đua      | Xe     | Tay đua    | Xe     | Tay đua      | Xe     | Chi tiết |
| ---- | ---------- | -------------- | ----- | ------------ | ------ | ---------- | ------ | ------------ | ------ | -------- |
| 1987 | Jarama     | Jorge Martínez | Derbi | Paolo Casoli | MBA    | Anton Mang | Honda  | Eddie Lawson | Yamaha | Report   |